# Andreas Lämmel

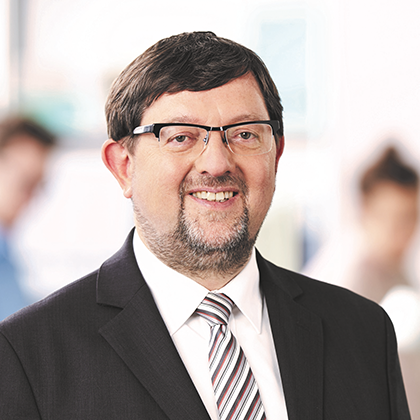
Andreas Lämmel

Andreas Gottfried Lämmel (* 19. April 1959 in Falkenstein/Vogtl., Kreis Auerbach, DDR) ist ein deutscher Politiker (CDU). Er war von 2005 bis 2021 Mitglied des Deutschen Bundestages.

## Leben und Beruf
Nach dem Besuch der Polytechnischen Oberschule (POS) absolvierte Lämmel ab 1975 eine Lehre zum Konditor und leistete anschließend von 1978 bis 1979 seinen Wehrdienst bei der Nationalen Volksarmee. Von 1979 bis 1982 studierte er an einer Ingenieurschule, von 1985 bis 1987 an der Technischen Hochschule Leipzig. Von 1982 bis 1990 war er in der Industrie tätig.
1990 wirkte Lämmel in Dresden zunächst als hauptamtlicher Geschäftsführer des Neuen Forums und später des CDU-Kreisverbandes. Er wechselte 1991 als Leiter des Referates Grundsatzfragen in das Sächsische Staatsministerium für Wirtschaft, Arbeit und Verkehr und leitete schließlich von 1993 bis 1994 die Abteilung Unternehmensansiedlung bei der Wirtschaftsförderung Sachsen GmbH.
Andreas Lämmel ist seit 1982 verheiratet und hat zwei Söhne.

## Partei
In der Zeit der Wende schloss sich Lämmel 1989 dem Neuen Forum an, trat aber im Februar 1990 in die CDU ein. Lämmel war bis 2011 Vorsitzender des Landesverbandes Sachsen der Mittelstands- und Wirtschaftsvereinigung (MIT) der CDU/CSU. Von 2011 bis 2013 war er Vorsitzender des CDU-Kreisverbandes Dresden.

## Abgeordneter

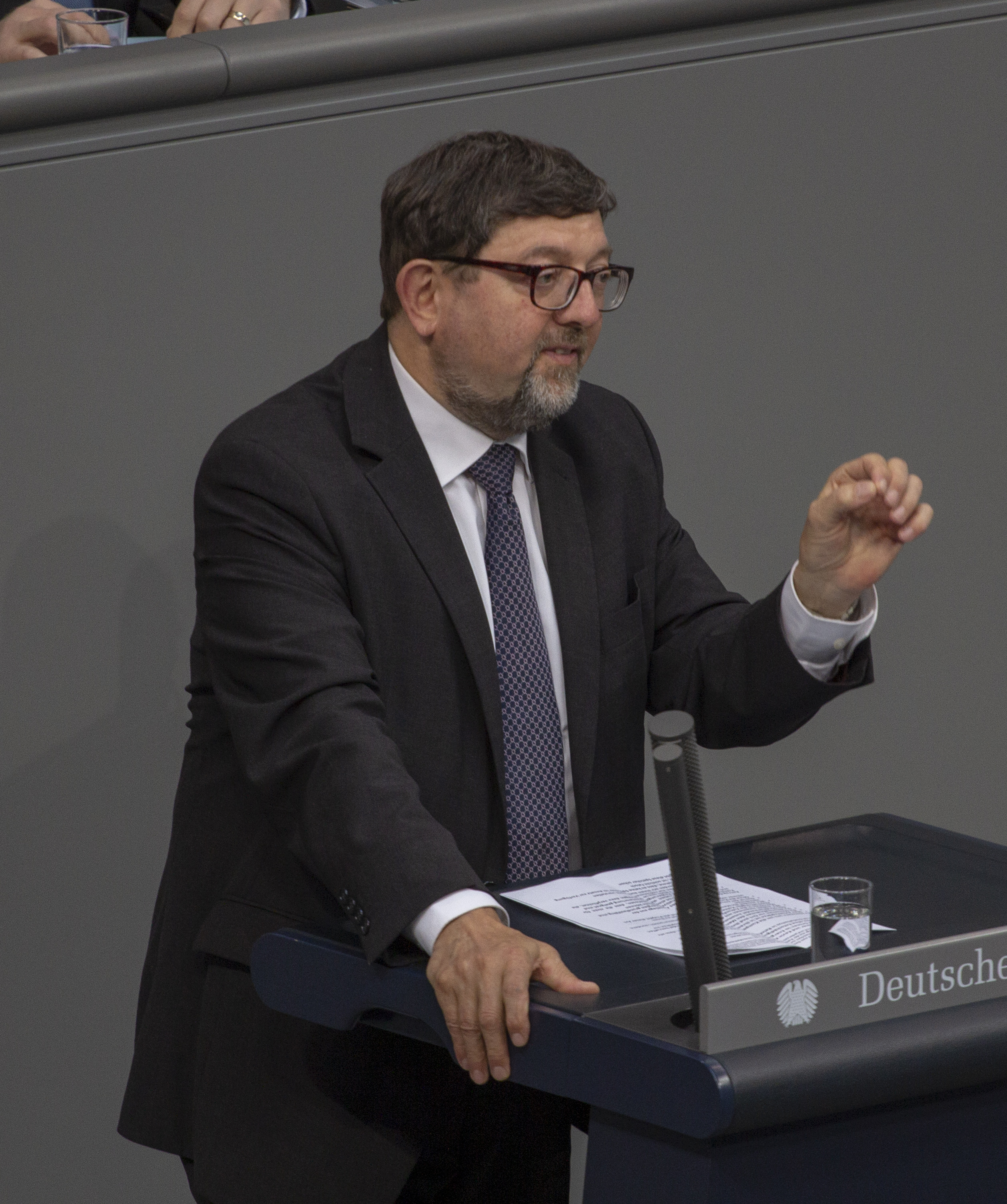
Andreas Lämmel, 2019 im Deutschen Bundestag

Lämmel gehörte von 1994 bis zur Niederlegung seines Mandates am 30. November 2005 dem Sächsischen Landtag an, wo er von 1999 bis 2004 wirtschaftspolitischer Sprecher der CDU-Landtagsfraktion und von 2004 bis 2005 Vorsitzender des Wirtschaftsausschusses war. Er vertrat den Wahlkreis Dresden 1 im Landtag.
Seit 2005 war Lämmel Mitglied des Deutschen Bundestages.
Andreas Lämmel ist als direkt gewählter Abgeordneter des Wahlkreises Dresden I in den Bundestag eingezogen. Bei der Nachwahl im Wahlkreis Dresden I am 2. Oktober 2005 erreichte er 37,0 % der Erststimmen und am 27. September 2009 36,6 %. Bei der Bundestagswahl vom 22. September 2013 wurde Lämmel mit 42,58 % der Erststimmen im Wahlkreis bestätigt. Bei der Bundestagswahl 2017 konnte er sich mit 24,5 % der Erststimmen gegen den AfD-Direktkandidaten Jens Maier (22,4 %) durchsetzen. 
Lämmel war im 19. Deutschen Bundestag Obmann der CDU/CSU-Bundestagsfraktion im Ausschuss für Wirtschaft und Energie. Er war stellvertretender Vorsitzender des Parlamentskreises Mittelstand (PKM) und Vorsitzender des Arbeitskreises Afrika der CDU/CSU-Fraktion. Zudem gehörte er als stellvertretendes Mitglied dem Ausschuss für Tourismus sowie dem Auswärtigen Ausschuss an.
In der Debatte um ein vom Bundesministerium für wirtschaftliche Zusammenarbeit und Entwicklung angestoßenes Lieferkettengesetz zur Umsetzung von Arbeits-, Sozial- und Lebensstandards in den Produktionsländern vertrat Lämmel die Ansicht, dies sei zum Nachteil deutscher Unternehmen und daher nicht zumutbar.
Zur Bundestagswahl 2021 trat Lämmel nicht wieder an.

## Gesellschaftliche Ämter
Lämmel ist Kuratoriumsmitglied der Deutschen Gesellschaft e. V., Ehrenpräsident des Landestourismusverbandes Sachsen e. V. und Mitglied im Vorstand der Deutschen Afrika Stiftung.